# St. James (Carolina del Nord)
St. James és una població dels Estats Units a l'estat de Carolina del Nord. Segons el cens del 2000 tenia 804 habitants.

## Demografia
Segons el cens del 2000, St. James tenia 804 habitants, 385 habitatges i 344 famílies. La densitat de població era de 89,5 habitants per km².
Dels 385 habitatges en un 6,2% hi vivien nens de menys de 18 anys, en un 88,6% hi vivien parelles casades, en un 0,5% dones solteres, i en un 10,4% no eren unitats familiars. En el 8,8% dels habitatges hi vivien persones soles el 2,6% de les quals corresponia a persones de 65 anys o més que vivien soles. El nombre mitjà de persones vivint en cada habitatge era de 2,09 i el nombre mitjà de persones que vivien en cada família era de 2,18.
Per edats la població es repartia de la següent manera: un 5,7% tenia menys de 18 anys, un 1% entre 18 i 24, un 7,5% entre 25 i 44, un 63,9% de 45 a 60 i un 21,9% 65 anys o més.
L'edat mediana era de 59 anys. Per cada 100 dones de 18 o més anys hi havia 96,9 homes.
La renda mediana per habitatge era de 92.656 $ i la renda mediana per família de 93.930 $. Els homes tenien una renda mediana de 77.964 $ mentre que les dones 16.250 $. La renda per capita de la població era de 50.567 $. Cap de les famílies estaven per davall del llindar de pobresa.

## Poblacions més properes
El següent diagrama mostra les poblacions més properes.